# Jamie Dornan
James "Jamie" Dornan (Hollywood, Irlanda del Nord, 1 de maig de 1982) és un actor nord-irlandès.

## Biografia
Dornan nasqué a Holywood, Comtat de Down, Irlanda del Nord. Va créixer als afores de Belfast, Jamie Dornan és cosí germà de l'actriu Greer Garson. Els seus avis eren predicadors del Metodisme. Dornan tenia 16 anys quan morí la seva mare.
Dornan va actuar en el grup de música folk Sons of Jim, fins a 2008. Sons of Jim van ser teloners del músic KT Tunstall.
L'any 2006, Dornan va actuar a la pel·lícula de Sofia Coppola Marie Antoinette. Va ser model per a Calvin Klein (junt amb Kate Moss i Eva Mendes), Dior, Aquascutum i Armani, entre altres marques. Dornan va actuar a Shadows in the Sun el 2009, junt amb Jean Simmons. El 2008, va ser el protagonista de la producció de Hammer Horror Beyond the Rave.
El 23 d'octubre de 2013 va fer el paper de Christian Grey a Fifty Shades of Grey substituint Charlie Hunnam.
Dornan va tenir una relació amb Keira Knightley de 2003 a 2005. Es va casar amb Amelia Warner a Somerset el 27 d'abril de 2013.

## Filmografia

### Pel·lícules
| Any  | Títol                       | Paper             | Notes        |
| ---- | --------------------------- | ----------------- | ------------ |
| 2006 | Marie Antoinette            | Axel von Fersen   |              |
| 2008 | Beyond the Rave             | Ed                |              |
| 2009 | Nice to Meet You            | Home jove         | Curtmetratge |
| 2009 | Shadows in the Sun          | Joe               |              |
| 2009 | X Returns                   | X                 | Curtmetratge |
| 2014 | Flying Home                 | Colin             |              |
| 2015 | Fifty Shades of Grey        | Christian Grey    |              |
| 2015 | Untitled John Wells project |                   |              |
| 2015 | The 9th Life of Louis Drax  | Dr. Allan Pascal  |              |
| 2016 | The Siege of Jadotville     | Richie Smyth      |              |
| 2016 | Anthropoid                  | Sean Ellis        |              |
| 2018 | A Private War               | Paul Conroy       |              |
| 2018 | Robin Hood                  | Will Scarlet      |              |
| 2020 | Wild Mountain Thyme         | Anthony Reilly    |              |
| 2021 | Belfast                     | Pa, pare de Buddy |              |

### Televisió
| Any          | Títol            | Paper                           | Notes       |
| ------------ | ---------------- | ------------------------------- | ----------- |
| 2011–2013    | Once Upon a Time | El caçador/Xèrif Graham Humbert | 9 episodis  |
| 2013–present | The Fall         | Paul Spector                    | 11 episodis |
| 2014         | New Worlds       | Abe Goffe                       | 4 episodis  |

## Discografia
| Any  | Senzill          |
| ---- | ---------------- |
| 2005 | "Fairytale"      |
| 2006 | "My Burning Sun" |